# Elvira García y García
Elvira García i García Bert (Lambayeque, 1 de juny de 1862 - Lima, 23 d'octubre de 1951) va ser una educadora peruana, professió a la qual es va consagrar amb passió per més de seixanta anys. Pionera del foment de l'educació per a la dona va ser fundadora, directora i professora de diverses escoles. Va fundar en el Callao el Liceo Peruano (1883) destinat a la formació de senyoretes. Va dirigir el Liceo Fanning de Lima entre 1894 i 1914, bressol de la intel·lectualitat femenina peruana. Funda del primer jardí d'infància o kindergarten (educació preescolar) del Perú en 1902. Va ser també periodista i col·laboradora en nombroses publicacions, així com autora de diversos llibres entre els quals podem destacar La mujer peruana a través de los siglos. Un col·legi nacional de dones situat en el districte de Pueblo Libre (Lima) porta el seu nom en memòria seva.

## Biografia
Va néixer l'1 de juny de 1862 a Lambayeque, a la costa nord de Perú. Va ser filla del contraalmirall Aurelio García i García i d'Eulogia Bert. Va iniciar els seus estudis al Colegio de Educandas de Trujillo, finalitzant-los a Lima. Començà a dedicar-se a l'ensenyament el 1880, quan comptava divuit anys d'edat, com a professora del Colegio Santa Isabel.
En 1883 va fundar al Callao el Liceo Peruano per a l'ensenyament de senyoretes. En 1884 es va graduar de professora d'Instrucció Primària i immediatament va ser designada per a dirigir l'Escuela Municipal Nº 10 del Callao, càrrec que va exercir durant deu anys, fins a 1894. El 1890 la Comissió d'Instrucció Primària li va atorgar el diploma de Preceptora.
Novament a Lima, l'1 de març de 1892 va prendre la direcció del Liceo Fanning, institució fundada per la també educadora i escriptora Teresa González de Fanning i destinada a l'educació femenina. Allà Elvira va realitzar la seva tasca més destacada, durant 20 anys (d'1894 a 1914), endegant una sèrie de reformes adreçades a aixecar el nivell de l'ensenyament, i que van mostrar una concepció més moderna de la docència. Entre les innovacions dutes a terme s'explica la introducció de cursos d'educació física; per a això va contractar a la professora estatunidenca Elsie Wood. No van faltar pares de família que van considerar inconvenients o nocius per a les seves filles aquests exercicis físics i les van apartar de l'escola. En 1900 va organitzar entre les alumnes una "societat auxiliadora dels pobres" per tal de recaptar fons per a distribuir-los entre les famílies necessitades. Però la tasca d'aquesta societat va ser mal interpretada, cosa que, sumat a la negativa d'algunes alumnes noves a col·laborar, van comportar a la supressió de la mateixa. Però sens dubte, la més important de les seves reformes va ser la fundació en 1902 del primer kindergarten froebelià, com a annex del Liceo, que va ser el veritable primer jardí d'infància del Perú, per a nens de 2 a 7 anys.
En 1906 va obtenir el títol de professora de Segon Ensenyament a la Universitat Nacional Major de Sant Marcos, sent la primera vegada que aquest grau era atorgat per una universitat peruana. Entre 1909 i 1910 va tenir al seu càrrec la revista El Hogar y la Escuela. Va col·laborar també a la revista Variedades de Lima.
En 1915 el president José Pardo i Barreda li va encomanar la direcció del Colegio de Educandas de Nuestra Señora de las Mercedes del Cusco, que es trobava en crisi. Durant quatre anys va realitzar allà importants reformes i innovacions, no només en el camp pedagògic sinó també pel que fa a la promoció social.
Entre 1917 i 1918 va recórrer l'Argentina, Uruguai i Brasil, per conèixer de prop la realitat educativa en aquests països. De tornada a Lima, i com a fruit de les seves experiències, va instituir una Academia de Enseñanza Superior para Mujeres,, que va funcionar de 1920 fins a 1932.
Al fundar-se en 1928 el primer Colegio Nacional de Mujeres (anomenat després Rosa de Santa Maria) va ser nomenada professora de Castellà i posteriorment va ser directora des 1931 fins a la seva jubilació en 1941. També va donar classes al Colegio Nacional Alfonso Ugarte, exercint-hi fins a l'edat avançada de 80 anys.
Després de la seva jubilació, va seguir col·laborant amb el magisteri i la infantesa, per això va crear la Societat ¡Salvemos a los Niños!, exercint-hi la presidència fins a la seva mort. Va ser a més sòcia activa de gairebé totes les institucions culturals i filantròpiques de Lima i d'algunes internacionals, i vicepresidenta honorària del Consejo Nacional de Mujeres del Perú.
Elvira García i García va morir a la ciutat de Lima el 23 d'octubre de 1951, a l'edat de 89 anys. El 28 de novembre de 1952. Per DS N ° 9230 es va disposar que l'antic Liceu Lima portés el seu nom (actual Institución Educativa Elvira García y García).

## Concepció religiosa ortodoxa
Les millores que va implementar Elvira a la tasca docent no sempre van ser ben compreses pels pares de família, i durant alguns anys l'educadora va haver d'anfrontar la fustigació dels defensors de l'ordre tradicional, fins que ella mateixa va patir en la seva maduresa una transició cap a posicions socials conservadores. El seu missatge es va orientar llavors a una concepció religiosa ortodoxa de la vida, una crida a les antigues normes cristianes, l'exaltació del patriotisme i la restauració dels valors espirituals. Pel que fa a el paper de la dona, va propugnar una igualtat, és a dir rebutjar la bel·ligerància del moviment i va confiar els avenços en matèria de drets femenins a la justícia de les normes legals.

## Obres
De la seva abundant bibliografia destaquem les següents obres:
- Lecciones de historia del Perú (1894-1907).
- El amigo de las niñas (1894).
- El amigo de los niños (1896).
- Composición castellana (1897-1908).
- Educación femenina correspondiente a la misión social que debe llenar la mujer en América (1908).
- Lecciones de zoología e higiene (1909).
- El alma del niño (1924), prologado por Manuel Vicente Villarán.
- La mujer peruana a través de los siglos (2 vols. 1924-1935), conjunt de dotzenes de perfils biogràfics de dones peruanes, pero que han estat qualificades per l'historiador Raúl Porras Barrenechea en el seu llibre Fuentes históricas peruanas (1954) como «arsenal de ingenuïtats romántiques indocumentades».
- La educación del niño (1924).
- El diario de una maestra (1927), obra plena d'observaciones sobre l'educació de la joventut.
- Literatura preceptiva (1927).
- Historia literaria (1927).
- Cruzada a favor del niño (1938).
- Historia de los jardines de la infancia en Lima (1939).
- El problema educacional (estudios y observaciones) (1939).
- Frente a la humanidad (1942), obra de carácter pacifista.
- Unión de fuerzas espirituales (1943).
- Modelando el porvenir. Reflexiones sobre cultura moral (1944).
- Voces lejanas. Cuentos, leyendas, poemas, añoranzas, reflexiones y anhelos de paz (1944).
- Fraternidad americana (1946).
- Espíritu de cooperación (1947).
- ¡Salvemos a los niños! (1947).
- La mujer y el hogar (1947).
- Caminos de la vida (1948)